# Wilfredo Morales
Wilfredo Morales Suárez (ur. 17 marca 1971) – kubański zapaśnik w stylu wolnym. Dwukrotny olimpijczyk. Dziewiąty na Igrzyskach w Atlancie 1996 i czternasty w Sydney 2000 wadze do 97 kg.
Sześciokrotny uczestnik Mistrzostw Świata, siódme miejsca w latach 1995, 1999, 2002. Trzykrotny medalista Igrzysk Panamerykańskich, złoty w 1995 roku. Cztery razy wygrywał na Mistrzostwach Panamerykańskich. Triumfator Igrzysk Ameryki Środkowej i Karaibów w 1993 i 1998 roku. Pierwszy w Pucharze Świata w 1996; trzeci w 1991, 1993, 1998, 1999 i 2000; czwarty w 1997.